# Comitê Olímpico Cubano
O Comitê Olímpico Cubano (Espanhol: Comité Olímpico Cubano) ou simplesmente COC é a entidade máxima do esporte em Cuba. Foi fundado em 1926, porém foi formalmente reconhecida pelo COI apenas em 1954. Tem por objetivo representar o Olimpismo e difundir o ideal olímpico no território cubano. O Comitê é a organização que representa Cuba e seus atletas no Comitê Olímpico Internacional (COI), nos Jogos Pan-Americanos e nos Jogos Centro-americanos e do Caribe. O atual presidente do COC é o ginasta Roberto Léon Richards.
A sede do COC se situa no bairro de Vedado, na cidade de Havana.

## História
Cuba participou da segunda edição dos Jogos Olímpicos, em Paris, com a ajuda do esgrimista Ramón Fonst.  Em 1914, o canadense Dick Grant propôs ao presidente cubano Mario García Menocal a possibilidade de o país sediar a sétima edição dos Jogos. Embora rejeitado, Dick comunicou o pedido ao presidente do COI, Pierre de Coubertin, no que seria o primeiro pedido de um país ibero-americano para organizar o evento esportivo.
Entre 1926 e 1935, e graças às iniciativas do Sr. Dick e do Conde Henri de Baillet-Latour, a fundação do Comitê Olímpico Nacional começou a tomar forma, mas o apoio governamental foi escasso. Em 21 de agosto de 1937, o Comitê Olímpico Cubano foi oficialmente criado pelo Conselho Nacional; e pelo Decreto-Lei 1.509 a organização e participação de atletas em eventos poliesportivos passou a ser mais permanente.